# Četvrta bojna HVO Centar-Stari grad
HVO formacija sarajevskih općina Centar i Stari Grad osnovana je 4. lipnja 1992. godine. U početku je nosila naziv TO (Teritorijalna obrana)-HVO, a nakon izvjesnog vremena HVO općina Centar i Stari Grad počinje djelovati samostalno. Postrojbu su činili dobro uvježbani bojovnici, koji su većim dijelom prošli pravu vojnu obuku (kondicijske treninge, taktiku), a neki su imali i ratno iskustvo s drugih fronti u Hrvatskoj i BiH. Zapovjednik postrojbe HVO Centar-Stari Grad bio je Tomislav Lukić, a dozapovjednik Vjekoslav Miletić.